# Moje superbejvalka
Moje superbejvalka, anglicky My Super Ex-Girlfriend je americká filmová fantasy komedie z roku 2006 režiséra Ivana Reitmana s Umou Thurmanovou a Luke Wilsonem v hlavní roli.
Jde o komediálně laděnou romantickou parodii na filmy s tématem Supergirl (neboli G-Girl, což je ženská obdoba Supermana).

## Děj
Architekt a stavitel Matthew Saunders (Luke Wilson) se v newyorském metru náhodně seznámí s na první pohled velmi nenápadnou mladou ženou Jenny Johnson (Uma Thurman) v okamžiku, kdy jí "pomáhá" chytit zloděje její kabelky. Matt přitom ale vůbec netuší, že jde o ženu se zcela mimořádnými a nadpřirozenými schopnostmi, která umí bleskurychle létat, má obrovskou sílu a nezničitelné tělo, propaluje materiály očima a neustále pomáhá všem lidem v různých těžkých, svízelných a problematických situacích. Jak se také ukáže, je také o divokou milovnicí a velmi žárlivou ženu. Situaci komplikuje profesor Bedlam alias Barry Edward Lambert (Eddie Izzard), její bývalý spolužák, který je do ní už od školních let zamilován. Jenny Mattovi časem prozradí svoji dvojí identitu, ale Matt se s ní po několika dnech rozejde, neboť ve skutečnosti miluje svoji půvabnou kolegyni z kanceláře Hannah (Anna Faris). Jenny na ni začne velice žárlit a vyvádět Mattovi různé neplechy a těžkosti (a to přesto, že doposud lidem vždy jenom pomáhala), jeho auto mu přestěhuje na oběžnou dráhu do vesmíru, do bytu Hannah vhodí živého žraloka, v Mattově bytě udělá díru do stropu atd. apod. Nicméně její bývalý spolužák Barry také touží mít stejné nadpřirozené vlastnosti jako má jeho milovaná Jenny. Matt se potřebuje zbavit své žárlivé "bývalky" s nadpřirozenými schopnostmi. Proto se nakonec oba muži spojí a pokusí se Jenninu výjimečné schopnosti společnými silami neutralizovat, což se jim ale vymkne z rukou, neboť schopnosti G-Girl nezíská Barry, ale shodou náhod Mattova milá kolegyně Hannah. Děj filmu končí tím, jak se dvě bývalé sokyně v lásce skamarádí a vzájemně spolupracují coby dvě Supergirl. Matt s Barrym nakonec odejdou na pivo. 

## Základní údaje
- Režie:Ivan Reitman
- Hudba:Teddy Castellucci

## Hrají
- Uma Thurman – Jenny Johnson alias G-Girl
- Luke Wilson – Matthew Saunders (Matt)
- Anna Faris – Hannah Lewis
- Eddie Izzard – Barry Edward Lambert alias Profesor Bedlam
- Rainn Wilson – Vaughn Haige
- Wanda Sykesová – Carla Dunkirk
- Stelio Savante – Leo
- Mike Iorio – Lenny
- Mark Consuelos – Steve
- Tara Thompson – Young Jenny Johnson
- Kevin Townley – Young Barry Lambert
- Tom Henry
- Margaret Anne Florence